# Liste der Stalinstatuen

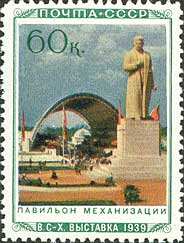
Briefmarke mit Darstellung der Stalinstatue der All-Unions-Landwirtschaftsausstellung 1939–41, Moskau.

Dies ist eine unvollständige Liste der bestehenden und historischen Statuen zur Erinnerung an Josef Stalin. Die meisten Denkmäler wurden nach dem Parteitag der KPdSU 1961 als Entstalinisierung demontiert. 
Viele Denkmäler waren schon zuvor an weniger prominente Orte verschoben worden und die Entfernung erfolgte oft nachts. Offiziell erfolgten solche Entfernungen auf "Wunsch der Arbeiter".

## Albanien
- Tirana, Dezember 1990 entfernt
- Tirana, Stalinstatue hinter dem Kunstmuseum

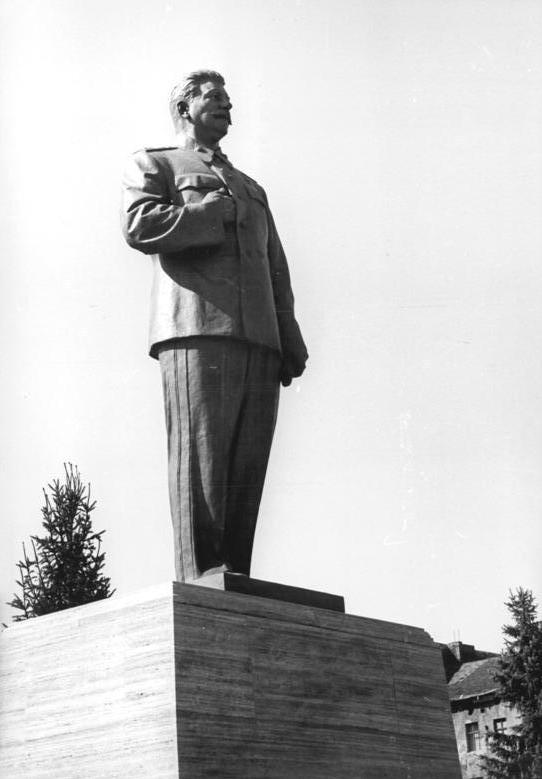
Stalinallee in Berlin (Foto: 1951)

## Deutschland
- Berlin, Stalinallee, 1951 errichtet, 1961 abgebaut und eingeschmolzen
- Auch alle Kopien des Berliner Denkmals und weitere Stalindenkmäler in der DDR waren Ende 1961 nicht mehr vorhanden

## Georgien
- Batumi, Büste vor dem Stalin-Museum
- Gori, Statue vor dem Rathaus: Das Denkmal in Gori überstand die Entstalinisierung Tag und Nacht von der Bevölkerung bewacht.[2] 2010 entfernt, inzwischen vor dem Stalin-Museum wieder aufgestellt[3]
- Gori, Büste und Statue im Josef-Stalin-Museum, zerstört
- Shovi: Silberstatue[4]

## Litauen
- Grutas Park

## Mongolei
- Ulaanbaatar, Statue beim Isimuss Club[5]
- Statue vor der Nationalbibliothek der Mongolei, 1991 entfernt[6][7]

## Niederlande
- Sonsbeek Park, Arnhem[8]

## Rumänien
- Bukarest, Statue am Eingang zum Parcul I. V. Stalin (heute Parcul Regele Mihai I al României), 1956 entfernt

## Russland

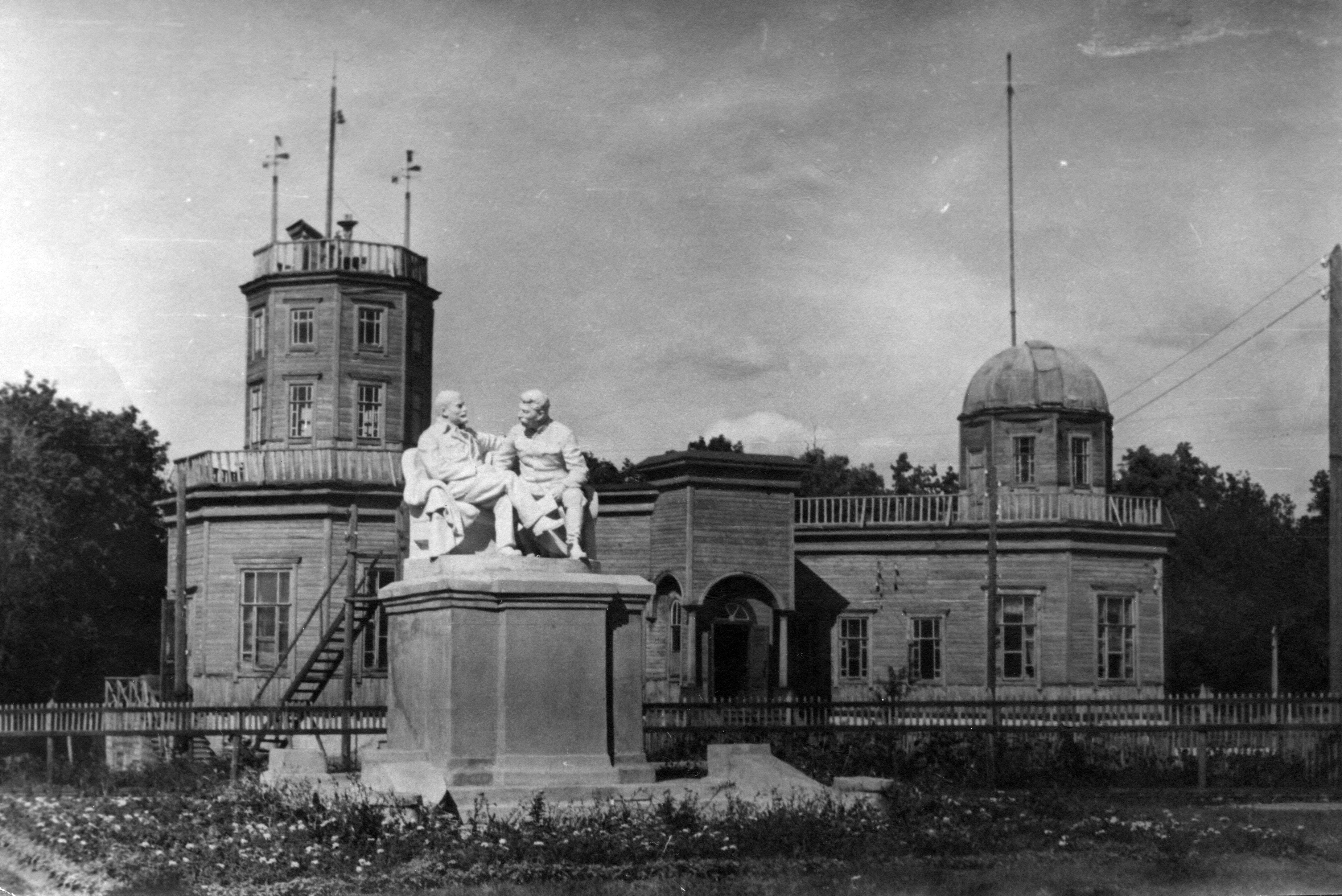
Lenin-Stalin-Staue vor dem Planetarium in Penza

- Ardon (Nordossetien): Büste in der Schule Nr. 2[9]
- Allrussisches Ausstellungszentrum, bis 1948
- Brjansk: Büste vor der Regionalniederlassung der kommunistischen Partei[10]
- Derbent, Dagestan: Büste
- Jakutsk, 2013[11]
- Kisel: Büste
- Moskau: Zahlreiche Statuen im Park der gefallenen Monumente
- Moskau: Büste an Stalins Grab, Nekropole in der Kremlin-Mauer
- Moskau: Büste im Zentralmuseum zum Großen Vaterländischen Krieg[12]
- Moskau: Statue von Stalin, Franklin Roosevelt und Winston Churchill in der Ausstellung der Errungenschaften der Volkswirtschaft
- In der Metro Moskau wurde 2025 im Bahnhof Taganskaja ein 1966 zerstörtes Flachrelief mit Stalin rekonstruiert.[13][14]
- Eine Einweihung eines Stalin-Denkmals fand am 2. November 2024 in Nachodka statt.[15]
- Nogir, Nordossetien-Alanien: Statue
- Pensa: Lenin-Stalin-Statue vor dem Planetarium
- Tschoch, Dagestan: Büste
- Welikije Luki, Firmengelände, 8 Meter, 2023[16]
- Wladikawkas: Büste
- In Wolgograd wurde 2024 ein Stalin-Relief an der medizinischen Universität wiederhergestellt.[17]

## Tadschikistan
- Ascht: Statue vor der Vorschule[18]

## Tschechische Republik
- Olmütz
- Prag, Letná Park: Größte bekannte Stalinstatue, 1955 bis 1962

## Ukraine
- Saporischschja: Büste vor der Niederlassung der Kommunistischen Partei der Ukraine, 2010 zerstört[19]

## Ungarn
- Budapest: Stalin-Monument, Városliget, abgebaut

## USA
- Bedford, Virginia: Büste im National D-Day Memorial[20]